# コンプトゥス
コンプトゥス(羅: computus、ラテン語で計算の意）は、キリスト教の教会暦における復活祭の日を算出することである。正式にはコンプトゥス・パスカーリス（羅: computus paschalis「復活祭計算」の意）という。この算出方法は中世で最も重要な計算の1つであったため、中世初期から現在に至るまで「コンプトゥス」といえば復活祭の日付の計算を意味した。

## 概要
毎年12月25日に祝うクリスマスなどとは異なり、復活祭は移動祝日という日付の固定しない祝日である。日本の春分の日のように春分点を天文計算によって決定する。ちなみにキリスト教の教会暦において春分の日は3月21日に固定されており、復活祭日の計算に欠かせない日である。
教会法、すなわち第1ニカイア公会議の決議では、「3月21日（暦上の春分の日）当日あるいはそれ以降の最初の暦上の満月（新月から数えて14日目）を過ぎたあとの最初の日曜日」が復活祭にあたる。祝祭日を決定するのに、ユダヤ教徒は実際の月の観測をもとにしたが、キリスト教は「教会による計算上の」月の満ち欠けを用いることに決めた。

## 背景
地球が太陽の周りをまわる周期を基本にする太陽暦も、朔望月という月の満ち欠けを1か月とする太陰暦・太陰太陽暦も、天文現象をもとに暦計算を行う時には無理数や気の遠くなるような桁の有理数の壁にぶつかる。大昔の天文学者や数学者たちは天文周期表を考え出し、測量技術や数学理論の発展に伴い、また文明の発達でより正確な暦が求められる動きに沿い、補正や改暦を行ってきた。

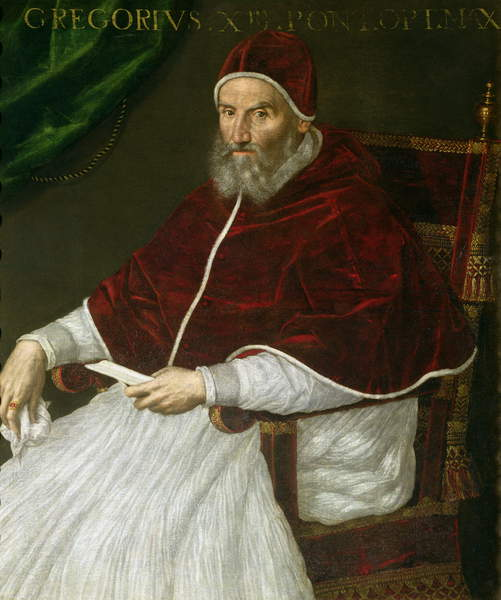
1582年にグレゴリオ暦を採用したローマ教皇グレゴリウス13世

21世紀現在、世界中の多くの国で導入されているグレゴリオ暦は、そもそも16世紀にカトリック教会が作り上げたものである。当時使われていたユリウス暦は紀元前に導入され、年間誤差が－11分程度であった。しかし月日が経つうちに誤差は累積し、16世紀には教会のいう「春分の日」である3月21日が実際の春分より10日も遅れていた。これは復活祭の日付の計算の障害となり、またカトリック教会の沽券に関わる問題でもあった。そこで教会は当時の科学の粋を集めて、グレゴリオ暦と新しいコンプトゥスを作り上げた。グレゴリオ暦には宗教的要素、特に正確な復活祭日計算という目的があったのである。誤差はユリウス暦の128年に1日から、3000年に1日に縮まり、精度が格段に上がった。
一方正教会や非カルケドン派などの東方教会は、この暦の変更が普遍公会議の決定によらず、第1ニカイア公会議の決定をくつがえす合法的な根拠がないとみなし、現在も基本的にユリウス暦を用いつづけている(ただし、アッシリア東方教会は1964年以降グレゴリオ暦を採用している)。
キリスト教の復活祭はユダヤ教の過越（すぎこし）の祭と密接な関係にある。フランス語やイタリア語、ロシア語などほとんどの印欧語では、復活祭を表す単語は直接に過越祭を意味する語に由来する。ユダヤ教における過越の準備は、ニサンの月（ユダヤ暦の春分を含む月）10日に生贄の子羊を用意することから始まった。旧約聖書には14日の夕暮れに生贄の子羊を殺し、その血を戸口に塗った家は神の天罰が「過ぎ越し」（出エジプト記 12章6-7、12-13節）たという。それを思い出し祝うのが過越の祭である。イエス・キリストはその祭の時期に十字架にかけられた（ルカによる福音書 22章1-7節）。キリスト教徒にとって過越の祭は、イエス・キリストが生贄の子羊となり（コリント使徒への手紙1 5章7節）、彼の流した血によって人間が神からの罰を過ぎ越すことができるということを象徴しているのである。
そのためグレゴリオ暦は太陽暦でありながら、太陰太陽暦のニサンの月（春分）にこだわり、第1ニカイア公会議で決定した「3月21日以降の最初の満月」というキーワードを守るため、太陰暦（月の満ち欠け）とも関わりあいを持ち続けているのである。
世界宗教になりつつあったカトリックでは、ユニバーサルな計算方法が必要であった。キリスト教が実際の天文観測でなく「教会による計算上の」月の満ち欠けを用いることに決めた理由はここにある。地球から見た新月の瞬間は全世界どこでも同じである。しかし同じ夜空を眺めていてもヨーロッパは午後9時、日本は翌朝4時である。つまり時差によって、朔望月が1日ずれるのである。「3月21日以降の最初の満月」がヨーロッパで土曜、日本で日曜なら、復活祭の日付は1週間ずれてしまうことになる。地域差を越えて全世界共通の教会暦を作り上げるために、教会はできるだけ天文現象に忠実であろうとしながらも、実際とは異なる「教会の計算上の」春分の日、新月、満月を用いることにしたのである。よって本項における新月、満月というのは、原則として「計算上の」新月、満月であるということに留意しなくてはならない。

## 歴史
復活祭はキリスト教で最も重要な祝祭日である。それと同時に、復活を祝うのに適した日の選択についても多くの論争が惹起された。太陽暦のユリウス暦を使用していたキリスト教徒にとって、イエス・キリストの受難と復活が太陰太陽暦のユダヤ暦に基づいて行われる過越（すぎこし）の祭りの時期に起こったことであった。このため、何が正しい日付であるかについて、古代にはいくつかの議論がおこった。
現在記録が残る最古の論争のひとつは、西暦154年のローマ主教アニケトゥスとスミュルナ（Smyrna）主教ポリュカルポス（Polycarp）の間におこった。
この日付の違いは、復活祭の神学的な位置付けの違いに起因する。アンティオケイアを中心とするアシア地区では、キリストの最後の晩餐を記念してニサン14日に復活祭が祝われていたが、ローマではニサン14日のあとの最初の主日に復活祭が祝われていた。エウセビオスは、2世紀における復活祭の日付論争について記し、ローマ主教ウィクトルが、ニサン14日のあとの最初の主日を正しい日付としつつ、アンティオケイアの習慣を尊重し、彼らが独自の伝承を守ることを承認している。
325年の第1ニカイア公会議で、キリスト教徒は教徒間に共通で、ユダヤ教とは関連のない手法を使うことに同意した。そして復活祭は必ずイエスが復活した曜日、ゆえにキリスト教の聖なる主日すなわち日曜日に祝うことを決めた。十四日遵守派（Quatrodicimans）は、ユダヤ教の暦に従い、曜日に関わらずイエスが磔刑されたニサンの月14日に復活祭を行うことを希望した。
フィリップ・シャフ（Philip Schaff）の『キリスト教会の歴史』（'History of the Christian Church' ）3巻79部、『復活祭の時期』には次のように述べられている。

その時以来、復活の祝祭は何処でも日曜に行われることとなった。決してユダヤ教の過越の祭日には行わず、ニサンの月14日目の後、春分のあとの最初の満月後の日曜である。この規則の根底には、主を十字架にかけることで過越の祭を汚したユダヤ教への反抗があった。
しかし実用的な復活祭日の算出ガイドラインが作られておらず、キリスト教全体が同意できるような計算手法ができるまでその後数世紀を要した。
エジプトの都市アレクサンドリアで生まれた計算手法が権威ある計算法「コンプトゥス」となった。太陽年の19年周期であるメトン周期における計算上の月の満ち欠け(実際の観測とは異なる)を表したエパクトという数値を使うものである。この方法は西暦277年ラオディケア（Laodicea 現シリア）の司教アナトリオス（Anatolios）によって初めて利用された。アレクサンドリア人は、当時市内のユダヤ人コミュニティーで用いられていた一般エジプト人の太陽暦を基本にした類似の暦から、アレクサンドリア方式を導き出したのかもしれない。この方式は21世紀初頭もエチオピア式コンピュタスで使用されている。アレクサンドリア方式の復活祭表は、390年頃のアレクサンドリアの司教テオフィロス （Theophilus）から444年頃の司教キュリロス（Cyril）の間に作成された。コンスタンティノープルでは司教アナトリオスの後、そして 第1ニカイア公会議以降、数世紀にわたって数種類のコンプトゥスが使われていたが、復活祭の日は偶然にもアレクサンドリア方式と一致していた。東ローマ帝国の東部前線にあった教会は6世紀にアレクサンドリア方式から逸脱し、21世紀現在も532年ごとに4回、正教会とは異なった日付で復活祭を祝っている。
このアレクサンドリア式計算手法はディオニュシウス・エクシグウスによってローマでアレクサンドリア暦からユリウス暦に変換されたが、たった95年の間だった。ディオニュシウスが525年に新しい復活祭の計算表を発表し、キリスト教暦（キリストの生誕から数え始める暦）を導入したからだ。ローマの教会がいつディオニュシウスの計算表を採用したかはわからないが、早ければ6世紀だっただろう。この計算表は664年にウィットビーの教会会議で英国に採用され、725年にはベーダによって完全に解説された。その後、ベーダの従者であったアルクィンを通して早ければ782年にカール大帝によってフランク王国の教会にも採用された可能性がある。 アロイシウス・リリウスが大部分を作り上げたグレゴリオ暦に改定されるまで、西ヨーロッパではディオニュシウス・ベーダ式コンプトゥスが使われていた。
ディオニュシウスの計算表以前は、ローマ教会が使っていた古い方式があった。最も古いと言われるローマの計算表は222年にヒッポリュトス （Hippolytus）が案出した8年周期に基づくものである。その後、3世紀の終わり近くに84年周期表がアウグスタリスによってローマに紹介された。これらの古い計算表は、イギリス諸島では664年まで、遠隔地の修道院では遅ければ931年まで使われていた。4世紀前半に84年周期の改訂版がローマで採用された。457年アキテーヌのヴィクトリウス（Victorius of Aquitaine）がアレクサンドリア方式を532年周期表にしてローマ方式に取り入れようとしたが、重大な間違いを含んでしまった。ヴィクトリウスの計算表はガリア（現フランス）とスペインで8世紀末にディオニュシウス式に変更するまで使用されていた。

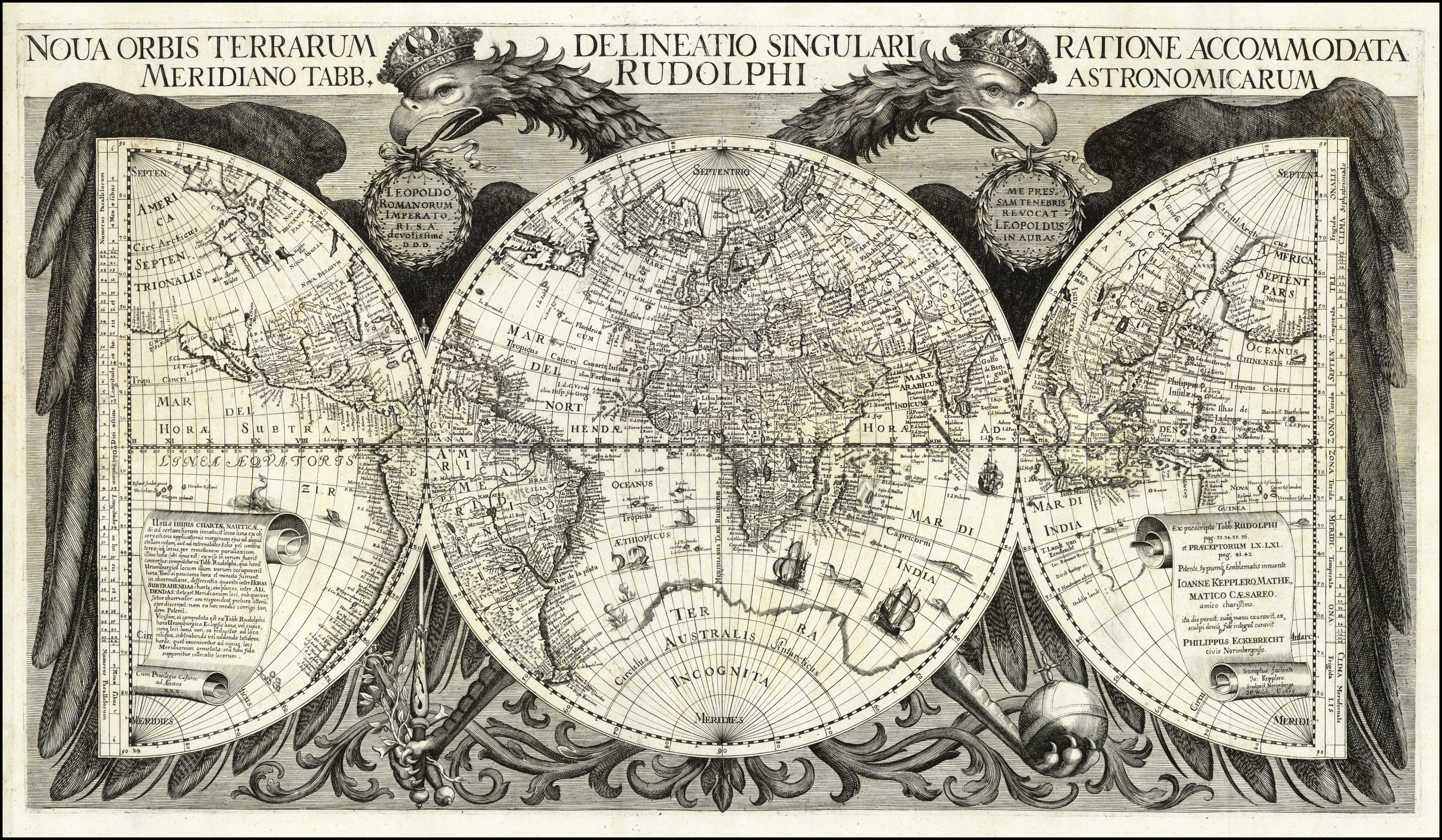
ルドルフ星表

新しい計算手段の導入時期が地域によって異なるのは地理的要因のほかに、宗教的な理由がある。グレゴリオ暦はカトリック教会が作り出したものである。カトリックに追随するのを嫌ったプロテスタントは、独自の方法で復活祭の日付を割り出そうした。カトリック諸国よりずっと遅れてグレゴリオ暦を導入した後も、ヨハネス・ケプラーが作り出したルドルフ星表をもとにカトリックとは異なった手段で復活祭日の計算を行っていた。しかし、グレゴリオ暦が基本のためカトリックの計算内容と大した違いはなかった。
21世紀に入ってからも東方教会は条件こそ「3月21日以後の満月を過ぎた最初の日曜日」と西方教会と同じだが、ユリウス暦を用いている。ユリウス暦の3月21日であるためグレゴリオ暦の復活祭日と異なることが多く、一致するのは3年に1回程度である。例えば2006年の西方教会の復活祭は4月16日だが、東方教会は1週間おくれの23日に復活祭を祝う。2007年は両方とも4月8日に祝う。

## 理論

新月(朔)から満月(望)を経て新月(朔)に戻る周期を1か月とする朔望月

太陽年は太陽の動きを追った1年である。太陽が春分点から黄道上を移動して再び春分点に戻ってくるまでを
1年とし、小さい剰余はあるが365日周期である。太陰年は、月の満ち欠けで暦を数える。新月から満月を経て次の新月までの朔望周期を
月（朔望月）と考え、その12か月分を1年とする。平均朔望月はこれも小さい余剰があるが29と半日なので、太陰年は354日になる。太陽年は太陰年より11日長いわけである。例えば1月1日が朔望月の始まりである新月ならば太陽年と太陰年は同時に始まるわけだが、太陽年が終わる時に太陰年はすでに次の年の11日目になっている。毎年太陰年が11日早く始まるのだから、2年経てばその差は22にまで累積する。このように太陰年が太陽年より進みすぎて過剰になった分をエパクト（ギリシア語でエパクタイ・ヘーメライ余所から付け足された日々）という。太陰年における正確な日を知るには、太陽年の日付にエパクトの数値を加えなければならない。エパクトの数値が30を越えれば、太陰年にもう1か月（いわゆる閏月）を挿入してエパクト数から30を引く。
太陽年と太陰年が19年ごとに一致するというメトン周期は、太陽年19年分が朔望周期235回分に等しいと仮定している。19年経って太陽年の始まりと朔望月の開始が一致するなら、エパクトは単純に19年ごとに繰り返されるはずである。しかし一回のメトン周期で累積するエパクト総数は {\displaystyle 11\times 19=209}（1年あたり11日のずれが19年分）。{\displaystyle 209{\bmod {3}}0=29} と、{\displaystyle 30}では割り切れず{\displaystyle 29}余っている。そこで周期の終わりにエパクトに1を加算し、{\displaystyle (209+1){\bmod {3}}0=0}の状態にしてから再び周期を始めなければならない。この周期最後にエパクトへ{\displaystyle 1}を加算することをサルトゥス・ルーナエと呼ぶ。
太陰年は11日短いために、太陽年との差は{\displaystyle 19}年間で{\displaystyle 209}日まで増えるわけだが、これを朔望月の閏月を{\displaystyle 7}つ（30日/月×6ヶ月 + 29日/月×1ヶ月）作って解決している。太陽年19年と等しい朔望月が{\displaystyle 235}ヶ月分というのは、太陰年19年分にこの閏月が加えられた数である（12ヶ月/年×19年＋閏月7か月＝235ヶ月）。
メトン周期の19年は1から19までの黄金数という通し番号がついており、以下の公式で求めることができる。
{\displaystyle GN=Y{\bmod {1}}9+1}

（{\displaystyle GN}: 黄金数、{\displaystyle Y}: 西暦年）
つまり、西暦年を{\displaystyle 19}で割ったときの余りに{\displaystyle 1}を足したものが黄金数である。

## 表計算方式

### グレゴリオ暦
1582年に発布されたグレゴリオ暦とともに新しいコンピュタスが導入された。まずその年のエパクトを表から調べる。エパクトの値は、30と0両方の数値を意味する「*」（30日目で再びスタート地点の0日目に戻った状態=新月）から29日までの範囲にある。朔望月の最初の日は新月であり、暦の上では14日目が満月とされている（実際の満月は14日目とは限らない）。
以下の表は過去の19年周期にも未来の19年周期にも用いることができるが、使える期間は1900年から2199年の間に限定されている。
| 年           | 2014 | 2015 | 2016 | 2017 | 2018 | 2019 | 2020 | 2021 | 2022 | 2023 | 2024 | 2025 | 2026 | 2027 | 2028 | 2029 | 2030 | 2031 | 2032 |
| ------------ | ---- | ---- | ---- | ---- | ---- | ---- | ---- | ---- | ---- | ---- | ---- | ---- | ---- | ---- | ---- | ---- | ---- | ---- | ---- |
| 黄金数       | 1    | 2    | 3    | 4    | 5    | 6    | 7    | 8    | 9    | 10   | 11   | 12   | 13   | 14   | 15   | 16   | 17   | 18   | 19   |
| エパクト     | 29   | 10   | 21   | 2    | 13   | 24   | 5    | 16   | 27   | 8    | 19   | *    | 11   | 22   | 3    | 14   | 25   | 6    | 17   |
| 復活祭の満月 | 14A  | 3A   | 23M  | 11A  | 31M  | 18A  | 8A   | 28M  | 16A  | 5A   | 25M  | 13A  | 2A   | 22M  | 10A  | 30M  | 17A  | 7A   | 27M  |

※満月の日付のMは3月、Aは4月。エパクトの*は30または0を示す。
次の表は、1年間の日付に大の月（1か月が30日）と小の月（1か月が29日）を交互にしてエパクトを記入したカレンダリウム（羅: calendarium、ラテン語で帳簿の意）の一部である。このエパクト表を使って新月がどの日になるか知ることができる。いわば「新月早見表」である。まず年間365日（閏日はのぞく）の日付を表に書く。次に、1月1日から順番に全部の日付けにエパクトを示すローマ数字を書いていく。*(30=0)からxxix、xxviii…と減数していきiになったら、また*(30=0)から始める。これを12月31日まで繰り返す。ただし、大の月と小の月 が交互に来るように、1巡目は普通に書き込み(30日分)二巡目はxxvとxxivの両方を同じ日に書き（29日分）、それを二月ごとに繰り返す。最後に残った12月末の11日も13巡目として同じように扱い12月26日、27日にそれぞれxxv、xxivと書き込む。できあがったら、大の月にはxxv（25）の所に「25」と書き、xxivとxxvが同じ日に書かれている小の月の方にはxxvi（26）の所に「25」を書く。このような月の長さでエパクトを区切れば、どの月も最初と最後の日のエパクト数値が一致するのである。ただし、2月のエパクト数値と、7,8月の「25」の部分は一致しない。例えば、その年のエパクト数値が27であるなら、カレンダリウムにxxviiと書かれた日はすべて、教会の計算上の新月（実際の観測とは異なる）であることがわかる。
次に、カレンダリウムの日付に1月1日から大晦日までAからGの記号をふりわける。これで「新月および曜日早見表」となる。例えばその年の最初の日曜が1月5日でEの記号がついているなら、その年はEの記号のつく日がすべて日曜日なのである。Eはその年の日曜記号（ドミニカル・レター、羅: dominical letter、ラテン語で主の曜日の記号の意）となる。日曜記号は毎年1つ繰り上がる。ただし、閏年では閏日以降の日曜記号は1つ繰り上がるため、閏年に限っては閏日の前と後の二つの日曜記号がある。
復活祭の日付を算出する際には、年間365日全部を書き出す必要はない。カレンダリウムを見れば、3月は1月と同じようにエパクトが巡っていることがわかる。1月か2月どちらかを書き出すだけでよい。また1、2月の日曜記号の計算を飛ばして、3月1日にDから書き込みを始めればよい。3月8日から4月5日の間のエパクトがわかりさえすれば計算ができるので、以下の表を使うと便利である。
| 3月        | 1    | 2      | 3      | 4       | 5        | 6      | 7    | 8     | 9    | 10  | 11    | 12   | 13    | 14   | 15  | 16   | 17  | 18   | 19  | 20 | 21   | 22  | 23   | 24  | 25 | 26  | 27 | 28  | 29 | 30   | 31 |
| ---------- | ---- | ------ | ------ | ------- | -------- | ------ | ---- | ----- | ---- | --- | ----- | ---- | ----- | ---- | --- | ---- | --- | ---- | --- | -- | ---- | --- | ---- | --- | -- | --- | -- | --- | -- | ---- | -- |
| エパクト値 | *    | xxix   | xxviii | xxvii   | xxvi     | xxv 25 | xxiv | xxiii | xxii | xxi | xx    | xix  | xviii | xvii | xvi | xv   | xiv | xiii | xii | xi | x    | ix  | viii | vii | vi | v   | iv | iii | ii | i    | *  |
| 日曜記号   | D    | E      | F      | G       | A        | B      | C    | D     | E    | F   | G     | A    | B     | C    | D   | E    | F   | G    | A   | B  | C    | D   | E    | F   | G  | A   | B  | C   | D  | E    | F  |
| 4月        | 1    | 2      | 3      | 4       | 5        | 6      | 7    | 8     | 9    | 10  | 11    | 12   | 13    | 14   | 15  | 16   | 17  | 18   | 19  | 20 | 21   | 22  | 23   | 24  | 25 | 26  | 27 | 28  | 29 | 30   |    |
| エパクト値 | xxix | xxviii | xxvii  | xxvi 25 | xxv xxiv | xxiii  | xxii | xxi   | xx   | xix | xviii | xvii | xvi   | xv   | xiv | xiii | xii | xi   | x   | ix | viii | vii | vi   | v   | iv | iii | ii | i   | *  | xxix |    |
| 日曜記号   | G    | A      | B      | C       | D        | E      | F    | G     | A    | B   | C     | D    | E     | F    | G   | A    | B   | C    | D   | E  | F    | G   | A    | B   | C  | D   | E  | F   | G  | A    |    |

表の見方：エパクトが27（ローマ数字 xxvii）で日曜記号がEの年であったら、xxviiの日は教会の計算上の新月となり、その13日後に満月となる（暦の上であり、実際とは多少異なる）。つまり3月4日と4月3日が新月で、満月が3月17日と4月16日になる。復活祭の日曜日は、春分の（3月21日）以降の最初の満月を過ぎた最初の日曜日である。この例では、4月16日の方が復活祭の満月に相当し、Eのつく4月20日が復活祭を祝う日曜日ということになる。
この表の25という数字(xxvとは別)は、次のように用いる。メトン周期では、11年離れた2つの年を比べると、エパクトの差が1日ある。小の月はxxivとxxvが同じ日であるから、もし同一のメトン周期内でエパクト数値の24と25が両方が重なることがあれば、この2つの年は同じ日に新月（と満月）になるはずである。しかし、実際の月の満ち欠けではありえない。同じ日付を繰り返すのは、19年周期だからである。この問題を避けるため、11より大きい黄金数の年は、「xxv」でなく「25」と書かれた方の日を計算上の新月としている。（例 2011年の新月は4月5日ではなく4日になり、そのため満月は17日となる。）大の月ではxxvも25も同じことだが、小の月では「xxvi」と書かれた日になるのである。25とxxviの組み合わせで問題が起こることはない。なぜなら22年目に問題が起こるが、周期自体が19年で終わるからである。そして周期と周期の間にサルタス・ルナが算入され、新月は別の日に移るのである。
グレゴリオ暦では平均太陽年を365.2425日とした。（21世紀初頭の計算では、平均回帰年365.24219日、春分回帰年ならば365.2424日とリリウスの計算に非常に近い値が出ている。）設定した365.2425日の0.2425日という端数を解消するために、0.2425=97÷400、つまり97日の閏日を400年の間に導入することとなった。単純な4年ごとのルールでは閏年が400年間で100回挿入することになってしまうので、「西暦が4で割り切れるが、100で割り切れる年は閏年としない（例 1900年）。ただし、100と400両方で割り切れる年は閏年（例 2000年）とする」という規則にし、できるだけ太陽年に合わせている。97日の閏日は太陽年の長さに対する修正であり、メトン周期の年や朔望月には影響を及ぼさない。400年間で閏日の入らない3つの百の年には、エパクトも数値を1つ減らして調整する。これを太陽方程式という。
一方、無調整のままのユリウス暦では、太陽年19年分は235朔望月よりも多少長くなってしまった。約310年につき1日の割合で差が出る。そのため、グレゴリオ暦は2500年周期で8回、エパクトの数値を1つ増やしている。これを太陰方程式という。第一回は1800年に行われ、400年ごとに算入される予定である。ただし、3900年と新周期の始まりである4300年の間は400年の間隔をおくことになっている。その影響でグレゴリオ暦の太陰暦部分は100から300年周期のエパクト表を用いている。上記のエパクト表は1900年から2199年の間のみ有効である。

#### 詳細
この計算方式にはいくつか微妙な点がある。
朔望月は大の月（30日）と小の月（29日）を繰り返す。そのため小の月は、30あるエパクトのうち2つが同じ日に配分される。黄金数が11以上になれば、エパクト25の年はxxvでなく「25」を基本にする。他の数値でなく、xxv/25を動かすのには理由がある。
ディオニュシウス（彼のペトロニウスに宛てた手紙の説明）によれば、ニカイア会議ではエウセビオスの権威のもと次のように決定されたらしい。教会の計算における太陰年の第一月は過越月（Paschal month 春分と過越の祭がある月）であり、3月8日から4月5日の間に始まり（新月）、14日目（満月）が3月21日から4月18日の間に来なければならない。つまり新しい太陰年が始められる期間はわずか29日間である。
たとえば、エパクト数値26の年はxxivと記された3月7日が新月。14日目（満月）は3月20日で春分と定めた日（3月21日）より早くなってしまう。エパクト数値24の年は過越月の最初の新月が4月6日で遅すぎる。なぜなら満月が4月19日、復活祭が4月26日にまでずれこむからである。ユリウス暦では最も遅い復活祭日は4月25日であった。グレゴリウス改革の後も4月25日までという期限を守っている。つまり、遡って計算すれば満月は遅くとも4月18日まで、新月は遅くともエパクトxxivとxxvが記された4月5日までということになる。4月5日は小の月に当たり2つのエパクトが記されている日である。前章で説明したように、エパクトxxvは特殊な扱いをしなければならない。

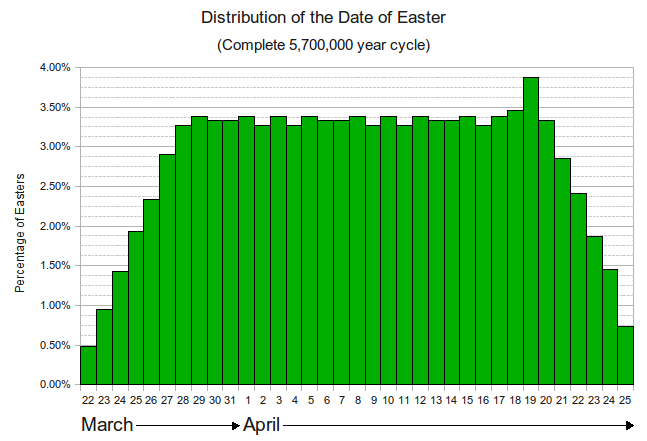
グレゴリオ暦570万年間の復活祭の日付分布

このような修正の結果、グレゴリオ暦では年間平均が約3.87%と4月19日が最も復活祭日になりやすい日となっている。3月22日は0.48%で最も復活祭日になりにくい日である。
太陽年の閏日は、太陰暦と太陽暦の日付の関係に影響を及ぼさない。基本的にグレゴリオ暦はユリウス暦と同じく4年に1度閏日を挿入しており、メトン周期19年分は閏日が5日なら計6940日、4日なら計6939日である。一方、太陰年は354日×19年+エパクト11日×19年=6935日である。閏日を飛ばしてエパクトを数え、閏日がなかったかのように次のサイクルを始めれば、閏日のある朔望月は1日長くなってしまうが、朔望月が235か月のままで太陽年19年との等しさは変わらない。つまり暦と月の一致（ほどほどの期間の正確さ）は、太陽暦の働きに任せることができ、太陽暦を修正する方法が用いられている。すべては19太陽年=235朔望月（長期展望における正確さ）という仮定の上に立っている。その結果、計算上の月の動きは実際より1日ずれ、閏日を含む朔望月が実際にはありえない31日となることがある（短期展望における不正確さ）。これは太陽暦に規則性を組み込むときに起こってしまう欠点である。
しかし、太陰暦は太陽暦の誤差からある程度守られている。というのは、閏日は太陽年と暦が最もシンクロしやすい時に挿入されているのではないからだ。閏日の挿入は百のつく年（例 1900年）には行わないが、100と400両方で割り切れる年（例 2000年）は閏日を入れるという追加ルールがある。しかし周期ごとに誤差が累積し、ずれが2日以上になってしまう。そのためグレゴリオ暦では、実際の春分が起こるのは、3月20日を中心とした53時間の間に広がっている。1年の暦から見ればどうと言うことはないかもしれないが、月の暦においては幅が大きすぎる。「太陽」方程式を「太陰」方程式と分けたことで、太陰暦には誤差が及ばずに済むのである。
太陽暦の誤差のほかに、グレゴリオ暦の太陰暦部分にもいくつかの欠点がある。ただし、過越月や復活祭日の決定に影響を及ぼすものではない。
- 朔望月が31（時には28）日になってしまうことがある。
- もし黄金数19の年にエパクトも19であったなら、教会の計算上の最終新月は12月2日で、次の新月は翌年の1月1日である。しかし、新しい年の始まりにはサルトゥス・ルーナエといってエパクトを1つ増やすため、新月は前日（12月31日）になってしまう。ということは、新月が新年の記録から消えてしまう。ローマ・ミサ典礼書（英語版）のカレンダリウムは、これを考慮に入れており、このような年には12月31日のエパクトを20の代わりに19と記すことにしている。修正が入る前のグレゴリオ暦エパクト表を使用していた頃は19年ごとに起こっていたが、1690年を最後に次回8511年まで同じ事態は起こらなくなった。
- エパクト20の年は、12月31日に計算上の新月となる。もしそれが百の前の年（下二桁が99の年）であったなら、たいてい百の年に合わせる「太陽方程式」によってエパクトを1つ減らすことになる。その結果、エパクトが「*」と記され、1月1日も新月となる。新月が連続し、朔望周期がたった1日で終わったようになる。これは4200年の始まりごろに起こるであろう。
- その後も（ずっと後だが）年の境に起こる問題が出てくる。もしグレゴリオ暦のルールが厳しく守られ、何も手を加えなかった場合、計算上では新月と新月の間が1、28、59（めったにないが58）日も離れてしまうことがある。

注意深く分析してみれば、グレゴリオ暦の利用や修正に用いられる手段において、エパクトは朔望日(朔望月30分の1。インドに於けるティティと同じ）であり、実際の1日とは等しくないことがわかる。（詳しくはエパクトを参照のこと）
太陽方程式と太陰方程式は、400年（太陽方程式）×2500年（太陰方程式）=100世紀ごとに繰り返す。その期間中に補正されたエパクトは、
{\displaystyle -1\times {\frac {3}{4}}\times 100+1\times {\frac {8}{25}}\times 100=-43=17{\bmod {3}}0}
-1修正を4世紀ごとに3回繰り返すのを100世紀間、+1修正を25世紀ごとに8回繰り返すのを100世紀間で、合計数値-43となる。30で割り切るには17足りない。
17は30通りの可能性があるエパクトに対して素数である。そのためエパクトが繰り返すには100世紀×30通り=3000世紀かかり、同じ黄金数でエパクトを繰り返すとなると、3000世紀×黄金数19通り=57000世紀の月日が要ることになる。その間には、

（5,700,000年/19年） × 235朔望月 + （−43/30エパクト） × （57,000世紀/100世紀）=70, 499,183 回の朔望周期がある。つまり、グレゴリオ暦において全く同じ周期で復活祭日が繰り返されるのは、570万年=7049万9183回の朔望月=20億8188万2250日ごとである。
しかし実際には、何千年か経た後には春分回帰年、朔望月、1日の長さが変化し、暦の修正が必要になるであろう。

### ユリウス暦
グレゴリオ暦へ改暦する以前にラテン（カトリック）教会が使用していた標準的な「計算上の」満月の算出手段は、ユリウス暦と並行した未修正のメトン19年周期であった。上記で述べられたエパクトで、*（数値0）から開始してまったく修正されない単純なエパクト表を有効的に利用していた。エパクトは教会が認める最も早い復活祭日、3月22日のものを計算していた。単純に19年繰り返すだけなので、3月21日以降の満月の日は19通りしかなかった。
19年周期の年には黄金数という通し番号がついている。黄金数という言葉は、1200年アレキサンダー・ヴィラ・デイによる復活祭計算の詩『マッサ・コンポティ』で最初に使われた。後の著述家が988年にフリュリのアッボが作成した表に黄金数という言葉を付け加えたのが下のメトン19年周期表である。
| 黄金数       | 1  | 2   | 3   | 4  | 5   | 6   | 7   | 8   | 9  | 10  | 11  | 12 | 13  | 14  | 15 | 16  | 17 | 18  | 19  |
| 復活祭の満月 | 5A | 25M | 13A | 2A | 22M | 10A | 30M | 18A | 7A | 27M | 15A | 4A | 24M | 12A | 1A | 21M | 9A | 29M | 17A |

満月の日付のMは3月、Aは4月。
それぞれの年の満月の日の次にくる日曜が復活祭日とされた。
1つの満月につき1週間の曜日、つまり7通りの復活祭日があったわけだ。しかし日曜記号は7年ごとに繰り返さない。4年に1度の閏年があるため、曜日がまったく同じ順番で繰り返すのは、閏年を含む4年×7曜日=28年、いわゆる太陽暦周期である。
復活祭日も、4年×7曜日×メトン周期19年=532年ごとに繰り返すものだった。これは復活祭周期、あるいはこの表を西暦457年にローマに持ち込んだアキテーヌのビクトリウス にちなんでビクトリウス周期と呼ばれた。5世紀初頭にアレクサンドリアのアニアヌスが利用したのが最初だと言われている。誤って西暦532年に復活祭日表を発表したディオニュシウス・エクシグウスにちなんでディオニュシウス周期と呼ばれることがある。しかしディオニュシウスは95年周期表の不正確さを知っていたが、自分の編み出したアレクサンドリア計算法式が532年周期だとは気づいていなかった。
初めて太陽暦周期に気づき、メトン周期と太陽暦周期の観点から復活祭周期を導きだしたのは、7世紀の尊者ベーダだといわれている。

### 復活祭の日付チェック
| 年 mod 19                | 00  | 01  | 02  | 03  | 04  | 05  | 06  | 07  | 08  | 09  | 10  | 11  | 12  | 13  | 14  | 15  | 16  | 17  | 18  |
| 2200 ~ 2299 (N = 3 or 4) | 15A | 04A | 24M | 12A | 01A | 21M | 09A | 29M | 17A | 06A | 26M | 14A | 03A | 23M | 11A | 31M | 18A | 08A | 28M |
| 1900 ~ 2199 (N = 4 or 5) | 14A | 03A | 23M | 11A | 31M | 18A | 08A | 28M | 16A | 05A | 25M | 13A | 02A | 22M | 10A | 30M | 17A | 07A | 27M |
| 1700 ~ 1899 (N = 5)      | 13A | 02A | 22M | 10A | 30M | 18A | 07A | 27M | 15A | 04A | 24M | 12A | 01A | 21M | 09A | 29M | 17A | 06A | 26M |
| 1583 ~ 1699 (N = 6 or 7) | 12A | 01A | 21M | 09A | 29M | 17A | 06A | 26M | 14A | 03A | 23M | 11A | 31M | 18A | 08A | 28M | 16A | 05A | 25M |
| ユリウス暦 (N = 13)      | 05A | 25M | 13A | 02A | 22M | 10A | 30M | 18A | 07A | 27M | 15A | 04A | 24M | 12A | 01A | 21M | 09A | 29M | 17A |

上記の表で復活祭の満月の日付を調べ、復活祭の日付を以下の表で調べる。調べる手順は以下の通りである。
1. 復活祭の満月の日の日付を调べる。
2. 日曜記号を調べると、年行と世纪列にある文字は日曜記号である。
3. 日曜日の日付を調べると、赤日曜記号と同じ列の日が日曜日。
4. 復活祭の日を决めると、満月以降の最初の日曜日が復活祭である。

| 復活祭の日付    | 22M            | 23M            | 24M            | 25M            | 26M            | 27M            | 28M            | 年 mod 100 mod 28                                | 年 mod 100 mod 28                                | 年 mod 100 mod 28                                | 年 mod 100 mod 28                                | 年 mod 100 mod 28                                | 年 mod 100 mod 28 | 年 mod 100 mod 28 |
| 復活祭の日付    | 29M            | 30M            | 31M            | 01A            | 02A            | 03A            | 04A            | 年 mod 100 mod 28                                | 年 mod 100 mod 28                                | 年 mod 100 mod 28                                | 年 mod 100 mod 28                                | 年 mod 100 mod 28                                | 年 mod 100 mod 28 | 年 mod 100 mod 28 |
| 復活祭の日付    | 05A            | 06A            | 07A            | 08A            | 09A            | 10A            | 11A            | 年 mod 100 mod 28                                | 年 mod 100 mod 28                                | 年 mod 100 mod 28                                | 年 mod 100 mod 28                                | 年 mod 100 mod 28                                | 年 mod 100 mod 28 | 年 mod 100 mod 28 |
| 復活祭の日付    | 12A            | 13A            | 14A            | 15A            | 16A            | 17A            | 18A            | 年 mod 100 mod 28                                | 年 mod 100 mod 28                                | 年 mod 100 mod 28                                | 年 mod 100 mod 28                                | 年 mod 100 mod 28                                | 年 mod 100 mod 28 | 年 mod 100 mod 28 |
| 復活祭の日付    | 19A            | 20A            | 21A            | 22A            | 23A            | 24A            | 25A            | 年 mod 100 mod 28                                | 年 mod 100 mod 28                                | 年 mod 100 mod 28                                | 年 mod 100 mod 28                                | 年 mod 100 mod 28                                | 年 mod 100 mod 28 | 年 mod 100 mod 28 |
| 日曜記号        | G              | A              | B              | C              | D              | E              | F              | 01                                               | 07                                               | 12                                               | 18                                               |                                                  |                   |                   |
| 日曜記号        | F              | G              | A              | B              | C              | D              | E              | 02                                               |                                                  | 13                                               | 19                                               | 24                                               |                   |                   |
| 日曜記号        | E              | F              | G              | A              | B              | C              | D              | 03                                               | 08                                               | 14                                               |                                                  | 25                                               |                   |                   |
| 日曜記号        | D              | E              | F              | G              | A              | B              | C              |                                                  | 09                                               | 15                                               | 20                                               | 26                                               |                   |                   |
| 日曜記号        | C              | D              | E              | F              | G              | A              | B              | 04                                               | 10                                               |                                                  | 21                                               | 27                                               |                   |                   |
| 日曜記号        | B              | C              | D              | E              | F              | G              | A              | 05                                               | 11                                               | 16                                               | 22                                               |                                                  |                   |                   |
| 日曜記号        | A              | B              | C              | D              | E              | F              | G              | 06                                               |                                                  | 17                                               | 23                                               | 00                                               |                   |                   |
| 百年紀 [年/100] | 20 16 19 12 05 | -- -- 20 13 06 | 21 17 21 14 07 | -- -- 22 15 08 | 22 18 23 16 09 | -- -- 24 17 10 | 19 15 25 18 11 | グレゴリオ暦 世紀 mod 4 ユリウス暦 世紀 mod 7 -- | グレゴリオ暦 世紀 mod 4 ユリウス暦 世紀 mod 7 -- | グレゴリオ暦 世紀 mod 4 ユリウス暦 世紀 mod 7 -- | グレゴリオ暦 世紀 mod 4 ユリウス暦 世紀 mod 7 -- | グレゴリオ暦 世紀 mod 4 ユリウス暦 世紀 mod 7 -- |                   |                   |

- 例1: 2018年は、2018  mod 19 = 4、グレゴリオ暦の満月の日 = 31M、日曜記号 = G、日曜日の日付 = 25M 1A 8A 15A 22A、復活祭の日付が4月1日である。ユリウス暦の満月の日 = 22M、日曜記号 = A、日曜日の日付 = 26M 2A 9A 16A 23A、復活祭の日付が3月26日 (グレゴリオ暦の4月8日) である。
- 例2: 1582年は、1582 mod 19 = 5、ユリウス暦の満月の日 = 10A、82 mod 28 = 26、日曜記号 = G、日曜日の日付 = 25M 1A 8A 15A 22A、復活祭の日付が4月15日である。

## アルゴリズム計算方式

### ガウスのアルゴリズム
復活祭の日曜日の日付を計算するアルゴリズムを最初に発表したのは数学者ガウスである。日付は次の公式で求められる。
該当する年をyとする。{\displaystyle {\bmod {}}} は整数で割ったときの余りを示す。まず以下の {\displaystyle a}、{\displaystyle b}、{\displaystyle c} を計算する。
{\displaystyle a=Y{\bmod {1}}9}

{\displaystyle b=Y{\bmod {4}}}

{\displaystyle c=Y{\bmod {7}}}
次にdとeを下の公式で導き出す。
{\displaystyle d=(19a+M){\bmod {3}}0}

{\displaystyle e=(2b+4c+6d+N){\bmod {7}}}
ユリウス暦（東方教会で用いられる）では {\displaystyle M=15}、{\displaystyle N=6} を挿入する。グレゴリオ暦（西方教会で用いられる）ではMとNの値は次の表から拾う。
| 西暦          | {\displaystyle M} | {\displaystyle N} |
| ------------- | ----------------- | ----------------- |
| 1583 - 1699年 | 22                | 2                 |
| 1700 - 1799年 | 23                | 3                 |
| 1800 - 1899年 | 23                | 4                 |
| 1900 - 2099年 | 24                | 5                 |
| 2100 - 2199年 | 24                | 6                 |
| 2200 - 2299年 | 25                | 0                 |

{\displaystyle d+e<10}（{\displaystyle d}と{\displaystyle e}の和が{\displaystyle 10}より小さかったら）、復活祭は3月の{\displaystyle (d+e+22)}日となる。それ以外は、4月{\displaystyle (d+e-9)}日となる。
ただし、次のような例外がある。
- 公式によって算出した日にちが4月26日であれば、復活祭は4月19日となる。
- 公式によって算出した日にちが4月25日で、なおかつ {\displaystyle d=28}、{\displaystyle e=6} そして {\displaystyle a>10}であるならば、復活祭は4月18日となる。

### クリスティアン・ツェラーのアルゴリズム
クリスティアン・ツェラーは、1882年から1887年に掛けて4本の論文を発表し、その中で暦日（ユリウス暦とグレゴリオ暦）の曜日を求める計算式（ツェラーの公式）と、復活祭の日曜日を求める計算式を述べている

。

### メーウス・ジョーンズ・ブッチャーのグレゴリオ暦アルゴリズム
ジャン・メーウスは、著書『アストロノミカル・アルゴリズムス』において復活祭の日曜日の計算アルゴリズムを紹介した。これはハロルド・スペンサー＝ジョーンズの『ジェネラル・アストロノミー』と、1977年の英国天文協会の定期刊行誌を引用している。定期刊行誌の方は1876年発行の『ブッチャー教会暦』からの引用である。
この手法では、グレゴリオ暦すべての年に有効で、なおかつ例外はなく、表作成も不要である。
表記法は前述のガウス・アルゴリズムと同じ。すべての数値は、{\displaystyle \left\lfloor {\frac {7}{3}}\right\rfloor =2}（小数を切り捨て）、{\displaystyle 7{\bmod {3}}=1}（割り算の余り）というように整数である。
| {\displaystyle Y}（西暦年）                                                         | 1961年                                                                               | 2000年                                                                               |
| ----------------------------------------------------------------------------------- | ------------------------------------------------------------------------------------ | ------------------------------------------------------------------------------------ |
| {\displaystyle a=Y{\bmod {1}}9}                                                     | {\displaystyle 1961{\bmod {1}}9=4}                                                   | {\displaystyle 2000{\bmod {1}}9=5}                                                   |
| {\displaystyle b=Y/100}                                                             | {\displaystyle \left\lfloor {\frac {1961}{100}}\right\rfloor =19}                    | {\displaystyle \left\lfloor {\frac {2000}{100}}\right\rfloor =20}                    |
| {\displaystyle c=Y{\bmod {1}}00}                                                    | {\displaystyle 1961{\bmod {1}}00=61}                                                 | {\displaystyle 2000{\bmod {1}}00=0}                                                  |
| {\displaystyle d=b/4}                                                               | {\displaystyle \left\lfloor {\frac {19}{4}}\right\rfloor =4}                         | {\displaystyle \left\lfloor {\frac {20}{4}}\right\rfloor =5}                         |
| {\displaystyle e=b{\bmod {4}}}                                                      | {\displaystyle 19{\bmod {4}}=3}                                                      | {\displaystyle 20{\bmod {4}}=0}                                                      |
| {\displaystyle f=\left\lfloor {\frac {b+8}{25}}\right\rfloor }                      | {\displaystyle \left\lfloor {\frac {19+8}{25}}\right\rfloor =1}                      | {\displaystyle \left\lfloor {\frac {20+8}{25}}\right\rfloor =1}                      |
| {\displaystyle g=\left\lfloor {\frac {b-f+1}{3}}\right\rfloor }                     | {\displaystyle \left\lfloor {\frac {19-1+1}{3}}\right\rfloor =6}                     | {\displaystyle \left\lfloor {\frac {20-1+1}{3}}\right\rfloor =6}                     |
| {\displaystyle h=(19\times a+b-d-g+15){\bmod {3}}0}                                 | {\displaystyle (19\times 4+19-4-6+15){\bmod {3}}0=10}                                | {\displaystyle (19\times 5+20-5-6+15){\bmod {3}}0=29}                                |
| {\displaystyle i=\left\lfloor {\frac {c}{4}}\right\rfloor }                         | {\displaystyle \left\lfloor {\frac {61}{4}}\right\rfloor =15}                        | {\displaystyle \left\lfloor {\frac {0}{4}}\right\rfloor =0}                          |
| {\displaystyle k=c{\bmod {4}}}                                                      | {\displaystyle 61{\bmod {4}}=1}                                                      | {\displaystyle 0{\bmod {4}}=0}                                                       |
| {\displaystyle L=(32+2\times e+2\times i-h-k){\bmod {7}}}                           | {\displaystyle (32+2\times 3+2\times 15-10-1){\bmod {7}}=1}                          | {\displaystyle (32+2\times 0+2\times 0-29-0){\bmod {7}}=3}                           |
| {\displaystyle m=\left\lfloor {\frac {a+11\times h+22\times L}{451}}\right\rfloor } | {\displaystyle \left\lfloor {\frac {4+11\times 10+22\times 1}{451}}\right\rfloor =0} | {\displaystyle \left\lfloor {\frac {5+11\times 29+22\times 3}{451}}\right\rfloor =0} |
| {\displaystyle M=\left\lfloor {\frac {h+L-7\times m+114}{31}}\right\rfloor }        | {\displaystyle \left\lfloor {\frac {10+1-7\times 0+114}{31}}\right\rfloor =4}        | {\displaystyle \left\lfloor {\frac {29+3-7\times 0+114}{31}}\right\rfloor =4}        |
| {\displaystyle D=((h+L-7\times m+114){\bmod {3}}1)+1}                               | {\displaystyle (10+1-7\times 0+114){\bmod {3}}1+1=2}                                 | {\displaystyle (29+3-7\times 0+114){\bmod {3}}1+1=23}                                |
| {\displaystyle Y}年{\displaystyle M}月{\displaystyle D}日                           | 1961年4月2日                                                                         | 2000年4月23日                                                                        |

### メーウスのユリウス暦アルゴリズム

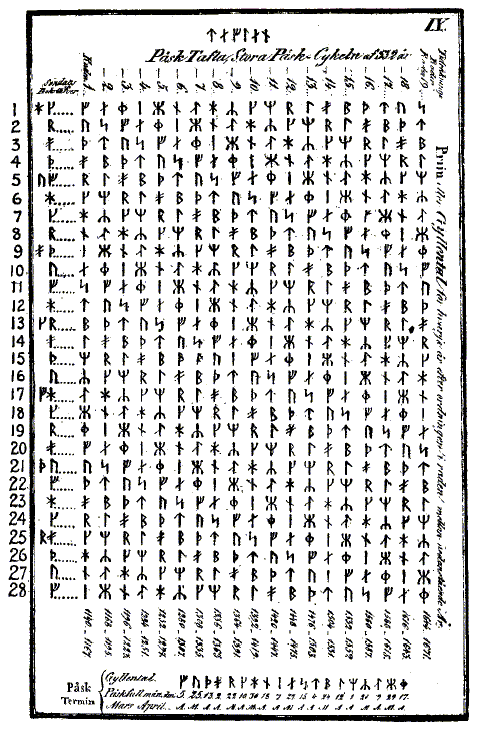
スウェーデンの計算表（1140年-1671年）。かつてはすべての教会でユリウス暦をもとにした表で日付を求めていた。

ジャン・メーウスはまた、著書『アストロノミカル・アルゴリズムス』において、ユリウス暦における復活祭の日曜日を求める公式も発表した。
この手法はすべてのユリウス暦に有効で、なおかつ例外はなく、表作成も不要である。
表記法は前述のガウスのアルゴリズムに準ずる。すべての数値は、{\displaystyle \left\lfloor {\frac {7}{3}}\right\rfloor =2}（商の小数切り捨て）、{\displaystyle 7{\bmod {3}}=1}（|割り算の余り）というように整数である。
{\displaystyle a=Y{\bmod {4}}}

{\displaystyle b=Y{\bmod {7}}}

{\displaystyle c=Y{\bmod {1}}9}

{\displaystyle d=(19*c+15){\bmod {3}}0}

{\displaystyle e=(2*a+4*b-d+34){\bmod {7}}}

{\displaystyle month={\frac {d+e+114}{31}}}

{\displaystyle day=((d+e+114){\bmod {3}}1)+1}